# Bernhard Rothmann
Bernhard (ou Bernard) Rothmann (c. 1495 – c. 1535) foi um Reformador e um Anabatista do século 16,  líder na cidade de Münster. Ele nasceu em Stadtlohn, Westfalia, por volta de 1495.

## Visão geral
No final da década de 1520, Bernard Rothmann tornou-se o líder para reforma religiosa na cidade de Münster. Em seus sermões ele condenou doutrinas católicas, tais como o purgatório e o uso de imagens, bem como a baixa moral dos sacerdotes. Ele sofreu censura do bispo Católico em 1531, depois negou a autoridade da Igreja Católica e abertamente alinhou-se com a fé Reformada. Em janeiro de 1532, publicou um credo evangélico, e ganhou o apoio de autoridades da cidade. No tratado de 14 de fevereiro de 1533, Münster foi reconhecida como uma cidade luterana. No verão de 1533, Rothmann foi convertido pelos discípulos anabatistas de Melchior Hoffman ao "anti-pedobaptismo". Então ele começou a pregar contra o batismo infantil a partir de seu púlpito na igreja de St. Lambert. Apesar de censurado pelo conselho da cidade, ele se manteve seguro através de sua popularidade com os artesãos. Rothmann fortaleceu sua posição ganhando mais convertidos a sua posição[carece de fontes?].
Quando Melchior Hoffman foi preso em Estrasburgo, Jan Matthys assumiu o papel de liderança dos anabatistas nos Países Baixos. Ele declarou que Münster era o lugar para o qual Jesus Cristo haveria de voltar e estabelecer seu reino. Em janeiro de 1534, Matthys enviou os discípulos para Münster para declarar a cidade como a "Nova Jerusalém", e rapidamente batizou de inúmeros convertidos, incluindo Bernhard Rothmann. Rothmann foi batizado em 5 de janeiro de 1534[carece de fontes?].
Matthys chegou em Münster em fevereiro de 1534. Sua "regra" da cidade preparou o palco para os eventos geralmente chamados de Rebelião de Münster. Enquanto Matthys era o profeta e líder, Rothmann provavelmente era a "voz teológica" mais importante. Matthys morreu em uma tentativa militar fracassada no domingo de Páscoa 1534. John de Leiden tornou-se rei de Münster até sua queda em junho de 1535. Rothmann pode ter morrido lutando durante a reconquista de Münster ou pode ter escapado durante a turbulência. Seu corpo não foi identificado, mas ele aparentemente não estava entre o único grupo de lutadores anabaptistas sobreviventes - um pequeno grupo em torno de Heinrich Krechting - que as fontes contemporâneas atestam, e ao contrário dos homens de Krechting, Rothmann nunca mais foi ouvido de novo[carece de fontes?].

## Teologia

### Batismo
Ao contrário de muitos dos anabatistas do século 16, Rothmann manteve a imersão como o modo apropriado de batismo. De acordo com o historiador Darren T. Williamson, "Ele baseou sua posição principalmente em três argumentos: primeiro, ele argumentou ao longo de linhas gramaticais, curiosamente não a gramática grega, mas holandês/alemão. Ele afirmou que o significado da tradução holandesa do batismo deve ser tomado literalmente. Felizmente, as palavras neerlandesas doepen e dumpelen significaram literalmente mergulhar ou "mergulhar na água". É importante notar que, embora Rothmann fosse tecnicamente correto neste ponto de gramática, também era comum entender que havia uma longa exceção teológica conforme praticada pela igreja, a saber, aspersão. Em segundo lugar, as explicações bíblicas do batismo em passagens como Rm 6:3-4 (batismo = enterro), Cl 2:11-13 (batismo = enterro) e 1 Pe 3:21 (batismo = lavagem do corpo ou banho) descrevem graficamente uma imersão. Em terceiro lugar, ele citou algumas autoridades antigas, Tertuliano, Orígenes, Decreto de Graciano e Beatus Rhenanus (pelo qual ele quis dizer coleções de textos antigos editados por Rhenanus, um contemporâneo de Rothmann), que pelo menos até certo ponto apoiava, direta ou indiretamente, o batismo e a imersão em adultos"[carece de fontes?].

### Bíblia
Rothmann aceitou a Bíblia inteira como a palavra de Deus. Na sua Restitution, ele escreveu: "As divinas, inquestionavelmente Sagradas Escrituras, que são chamadas de Bíblia, têm a fama de serem necessárias e suficientes para ensinar repreensão, correção e instrução em justiça, para o qual também o Deus Todo-poderoso os deu para que o homem de Deus seja sem erro e preparado para toda boa obra. Uma vez que a apostasia começou pela escrita e ensinamentos humanos através da qual as Escrituras divinas foram escurecidas, o Todo-Poderoso tem entre nós, desde que todos os escritos novos e antigos que não sejam bíblicos devem ser destruídos para que nos apeguemos apenas às Sagradas Escrituras"[carece de fontes?].

### Cristologia
A Cristologia que Rothmann realizada foi a "celeste carne" ideia de Kaspar Schwenkfeld e Melchior Hoffman (e, mais tarde, de Menno Simons). Consulte a Teologia do Anabatismo.

### Igreja
Rothmann acreditava que a igreja é uma congregação de apenas os fiéis batizados. Em sua Confissão, ele escreveu: "A igreja de Cristo é uma congregação de fiéis filhos de Deus, que louvam o nome de Deus. Ninguém mais pertence a ele ... As Escrituras testemunham ricamente que a fé vem de ouvir a Palavra e que a santa igreja seja construída apenas daqueles que acreditam. Não se pode negar que a verdadeira proclamação do santo evangelho começou a igreja sagrada ... A segunda coisa através da qual a igreja sagrada é construída é o santo batismo. O batismo é a entrada e a entrada para a igreja sagrada; portanto, de acordo com a ordem de Deus ninguém pode ser admitido na igreja, exceto através do batismo."[carece de fontes?]

### Poligamia
Rothmann inicialmente se opôs a poligamia introduzido para Münster por João de Leiden, mas viria a escrever em defesa teológica da ideia. Ele escreveu: "Deus restaurou a verdadeira prática do santo matrimônio entre nós". "O casamento é a união de homem e mulher - 'um' agora foi removido para a honra de Deus e para cumprir sua vontade, de modo que as crianças possam ser educadas no temor de Deus". "Essa era a verdade bíblica dos pais até o tempo dos Apóstolos, nem a poligamia foi proibida por Deus", disse ele. Rothmann baseou a legitimidade da prática em uma maior ênfase no Antigo Testamento do que era comum entre a maioria dos anabatistas, bem como a visão anabaptista do casamento para fins de procriaçã[carece de fontes?].

## Trabalhos
- A Confession of Faith and Life in the Church of Christ of Münster (1534)
- A Restitution of Christian Teaching, Faith, and Life (Outubro de 1534).
- Concerning Revenge (Dezembro de 1534)